# Deutzia uniflora
Deutzia uniflora är en hortensiaväxtart som beskrevs av Mitsutarô `Kotaro' Shirai. Deutzia uniflora ingår i släktet deutzior, och familjen hortensiaväxter. Inga underarter finns listade i Catalogue of Life.